# Roa rumsfeldi
Roa rumsfeldi là một loài cá biển thuộc chi Roa trong họ Cá bướm. Loài này được mô tả lần đầu tiên vào năm 2017.

## Từ nguyên
Từ định danh rumsfeldi được đặt theo tên của Donald Rumsfeld, cố Bộ trưởng Bộ Quốc phòng Hoa Kỳ, người nổi tiếng với cụm từ  “there are known knowns – there are unknown unknowns” (tạm dịch: “có những thứ ta biết là bản thân biết – có những thứ ta không biết là bản thân không biết”) trong câu nói của chính ông khi đề cập đến những bất ổn trong chiến tranh. Các tác giả đã khéo léo áp dụng ngữ cảnh vào việc phân loại đối với loài cá này khi chúng được biết đến là một loài chưa được mô tả.

## Phạm vi phân bố và môi trường sống

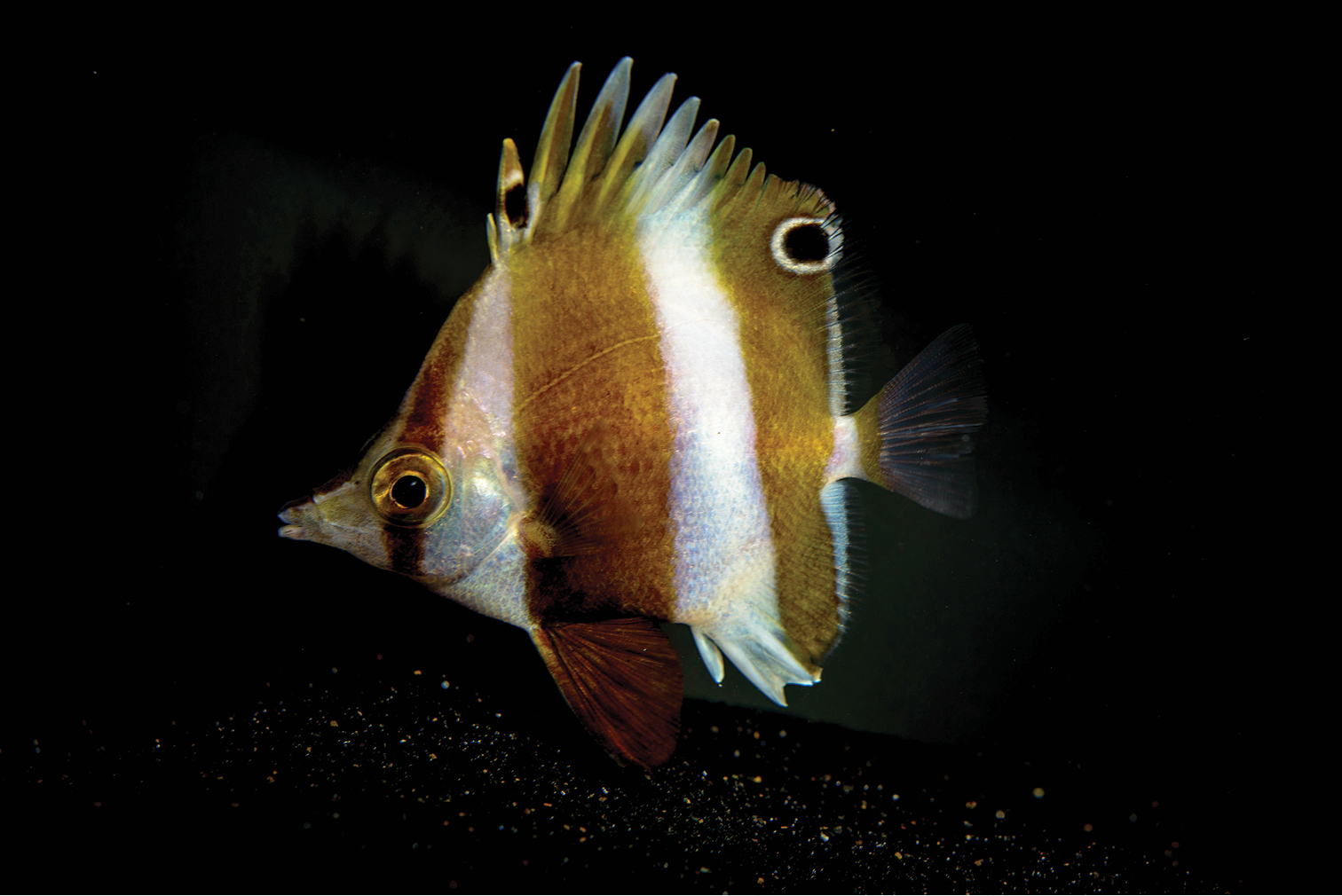
Cá thể R. rumsfeldi tại Viện Khoa học California

R. rumsfeldi hiện chỉ được biết đến tại eo biển đảo Verde (Trung Philippines). Loài này được tìm thấy trên các rạn san hô ở độ sâu khoảng 100–130 m, nơi có những mỏm đá được bao phủ bởi lớp trầm tích mịn và có hải lưu chảy qua. Ngưỡng độ sâu này được gọi là twilight zone ("tầng chạng vạng") vì đây là nơi mà ánh sáng mặt trời hầu như không thể chiếu tới, có thể gây nguy hiểm cho các thợ lặn.
San hô mềm (không có tảo cộng sinh), san hô cứng và san hô đen là những loài thủy sinh không xương sống phổ biến nhất ở môi trường này.
Ngoài mẫu định danh, một cá thể R. rumsfeldi khác cũng được thu thập cùng với nó được nuôi tại Viện Hàn lâm Khoa học California.

## Mô tả
Mẫu định danh của R. rumsfeldi có chiều dài được ghi nhận là 7,8 cm. Thân có màu trắng với ba dải sọc màu nâu sẫm. Dải thứ nhất hẹp nhất và băng qua mắt, dải thứ hai từ các gai vây lưng thứ 2 đến 7 kéo dài xuống bụng, và dải thứ ba kéo dài từ các gai vây lưng sau cùng xuống vây hậu môn. Có hai đốm tròn đen viền trắng đặc trưng ở phía trước và sau của vây lưng. Vây bụng có màu nâu sẫm, kể cả tia gai. Vây đuôi có màu nâu ở gốc, trong mờ dần về phía sau.
Màu nâu sẫm hoàn toàn kể cả tia gai của vây bụng là đặc điểm rõ nhất để phân biệt R. rumsfeldi với tất cả các loài Roa khác (các loài còn lại đều có gai màu trắng).
Số gai ở vây lưng: 11; Số tia vây ở vây lưng: 20; Số gai ở vây hậu môn: 3; Số tia vây ở vây hậu môn: 17; Số tia vây ở vây ngực: 13; Số gai ở vây bụng: 1; Số tia vây ở vây bụng: 5.